# Ruza
Ruza è una cittadina della Russia europea centrale (oblast' di Mosca), situata nelle alture di Smolensk 110 km a ovest della capitale, sulle sponde del fiume omonimo. Fino al 2017 era il capoluogo amministrativo del distretto omonimo.
La città è attestata per la prima volta nel 1328 o, secondo altre fonti, nel 1339 con il nome di Ruza-gorodok, appartenente al principato di Zvenigorod. Entrata nel XVI secolo nella Moscovia (situata ai suoi confini occidentali), ottenne status di città nel 1781.

## Società

### Evoluzione demografica
Fonte: mojgorod.ru
- 1897: 2.500
- 1926: 2.800
- 1959: 6.000
- 1979: 10.900
- 1989: 14.600
- 2002: 13.516
- 2007: 13.200